# ANONYMOUS;CODE
ANONYMOUS;CODE는 메지스와 치요마루 스튜디오가 개발한 비주얼 노벨 비디오 게임이다. 사이언스 어드벤처 시리즈 중 6번째 메인 게임이다. 일련의 지연 이후 이 게임은 플레이스테이션 4, 닌텐도 스위치용으로 2022년 7월 28일 일본에서 출시되었다. 플레이스테이션 비타 버전이 발표되었으나 이후 취소되었다. 웨스턴 영어 버전판은 스파이크 춘소프트가 배급했으며 2022년 7월 마이크로소프트 윈도우 이식판으로 발표되었다. 2023년 9월 8일 출시가 예정되었다.